# Красний Гай (Борівський район)
Красний Гай — колишнє село в Борівському районі Харківської області, підпорядковувалося Ізюмській сільській раді.
2001 року в селі проживала 1 людина. Зняте з обліку 2005 року.

## Населення

### Мова
Розподіл населення за рідною мовою за даними перепису 2001 року:
| Мова       | Кількість | Відсоток |
| ---------- | --------- | -------- |
| українська | 1         | 100%     |

Село знаходилося між Новим Миром та Ольгівкою.

## Принагідно
- Перелік актів, за якими проведені зміни в адміністративно-територіальному устрої України
- Мапіо

1. ↑  Рідні мови в об'єднаних територіальних громадах України — Український центр суспільних даних